# Gerygone tenebrosa
Gerygone tenebrosa là một loài chim trong họ Acanthizidae.